# Jens A. Christiansen
Jens Albert Christiansen (født 21. marts 1956 i Flensborg) er generalsekretær i Sydslesvigsk Forening frem til 1. oktober 2025.

## Uddannelse
Uddannet som cand.phil. i nordisk filologi fra Københavns Universitet i 1986.

## Karriere
Jens A. Christiansen har tidligere været ansat i Dansk Arbejdsgiverforening, hvor han blandt andet var arbejdsmarkeds-attaché ved Danmarks ambassade i Bonn.
I en ti-års periode frem til 2013 var han censor ved handelshøjskolerne i Danmark på det erhvervssproglige område og kommunikation.
Han er sekretær for Det sydslesvigske Samråd, medlem af Slesvigsk Kreditforenings bestyrelse, medlem af mindretalsunionen FUEN's dialogforum ved EU-parlamentet, medlem af den dansk-tyske kommunikationsplatform Dialog Forum Norden og har tilknytning til det danske mindretals Kontaktudvalg samt Mindretalsrådet i Berlin. Han er kandidat til at blive præsident i den europæiske mindretalsunion FUEN i oktober 2025.
I 2015 udnævnte Dronning Margrethe Jens A. Christiansen til Ridder af Dannebrog. Han er tildelt Forbundsrepublikken Tysklands fortjenstkors.

## Privat
Er medlem af Sankt Knudsgildet i Flensborg. Er gift og har tre voksne børn.